# Parafia św. Andrzeja Boboli w Białej Piskiej
Parafia Świętego Andrzeja Boboli w Białej Piskiej – rzymskokatolicka parafia leżąca w dekanacie Biała Piska należącym do diecezji ełckiej. Erygowana w 1962.
Kościół parafialny wybudowany został w latach 1756-1763. Wieżę wzniesiono w 1832 roku, według projektu Karla Friedricha Schinkla. Do roku 1945 był świątynią ewangelicką.
Parafia ma kaplice dojazdowe w Kowalewie pw. św. Maksymiliana Marii Kolbe oraz w Kożuchach pw. św. Ojca Pio.